# Caroline Agnou
Caroline Agnou (ur. 26 maja 1996) – szwajcarska lekkoatletka specjalizująca się w wielobojach.
W 2015 została juniorską mistrzynią Europy w siedmioboju oraz zajęła 22. miejsce na rozgrywanych w Pekinie mistrzostwach świata. Młodzieżowa mistrzyni Europy z Bydgoszczy (2017). Dwa lata później wywalczyła brązowy medal uniwersjady w Neapolu.
Stawała na podium mistrzostw Szwajcarii (także w skoku w dal czy w pchnięcie kulą).

## Osiągnięcia
| Rok  | Impreza                        | Miejsce    | Konkurencja | Lokata      | Wynik     |
| ---- | ------------------------------ | ---------- | ----------- | ----------- | --------- |
| 2014 | Mistrzostwa świata juniorów    | Eugene     | siedmiobój  | 11. miejsce | 5486 pkt. |
| 2015 | Mistrzostwa Europy juniorów    | Eskilstuna | siedmiobój  | 1. miejsce  | 6123 pkt. |
| 2015 | Mistrzostwa świata             | Pekin      | siedmiobój  | 22. miejsce | 5866 pkt. |
| 2017 | Halowe mistrzostwa Europy      | Belgrad    | pięciobój   | 13. miejsce | 4169 pkt. |
| 2017 | Młodzieżowe mistrzostwa Europy | Bydgoszcz  | siedmiobój  | 1. miejsce  | 6330 pkt. |
| 2017 | Mistrzostwa świata             | Londyn     | siedmiobój  | 21. miejsce | 6001 pkt. |
| 2018 | Halowe mistrzostwa świata      | Birmingham | pięciobój   | 10. miejsce | 4397 pkt. |
| 2019 | Uniwersjada                    | Neapol     | siedmiobój  | 3. miejsce  | 5844 pkt. |

## Rekordy życiowe
- Pięciobój (hala) – 4440 pkt. (2018)
- Siedmiobój – 6330 pkt. (2017) były rekord Szwajcarii